# Онзе Бравош де Макиш
Футебол Клубе Онзе Бравош до Макиш, известен повече като Онзе Бравош, е анголски футболен клуб от град Луена.
През сезон 2006 Онзе отпада от анголската елитна дивизия- Гирабола, но още през следващата година се завръща сред най-добрите в анголския клубен шампионат.

## Стадион
Отборът играе домакинските си срещи на стадион Ещадио до Луена с капацитет 1500 зрители. На този стадион домакинските си срещи играе и отборът на Атлетико Хувентуде до Моксико.